# Gabriel Olphi dit Galhard
Pour les articles homonymes, voir Galliard.
Pour les autres membres de la famille, voir Famille Olphe-Galliard.
Gabriel Olphi dit Galhard,  mort vers 1518, est un notaire et  consul de Gap en 1463. 

## Biographie

### Famille
Issu d'une famille de notaires de Gap, Gabriel Olphi alias Galhard, est secrétaire de la cour temporelle de Gap (équivalent à greffier du tribunal de première instance) en 1441 et 1447. Plusieurs actes du 21 mars 1461 sont reçus et signés par Gabriel Olphi dit Galhard, notaire de Gap. 
Gabriel Olphe-Galliard écrit sur sa descendance : « Nous croyons qu'il était le père du notaire Jean, suivant les notes de M. l'abbé Guillaume, il eut également une fille, Guilhelme ». 
Guilheme Olphi avait épousé André Grégoire, de Montmaur. Elle était veuve lorsqu'elle fit son testament qui fut enregistré le 11 septembre 1534.
Il est encore en vie le 6 décembre 1516. Sa mort doit se placer entre cette date et le 21 juillet 1518, date à laquelle sa veuve est mentionnée parmi les tenanciers de l'église Notre-Dame de Gap qui n'ont pas passé de reconnaissances.
Gabriel Olphi dit Galhard est enterré dans le cimetière de saint-Arnoux de la cathédrale de Gap.

### Arrêt du Grand Conseil en 1463

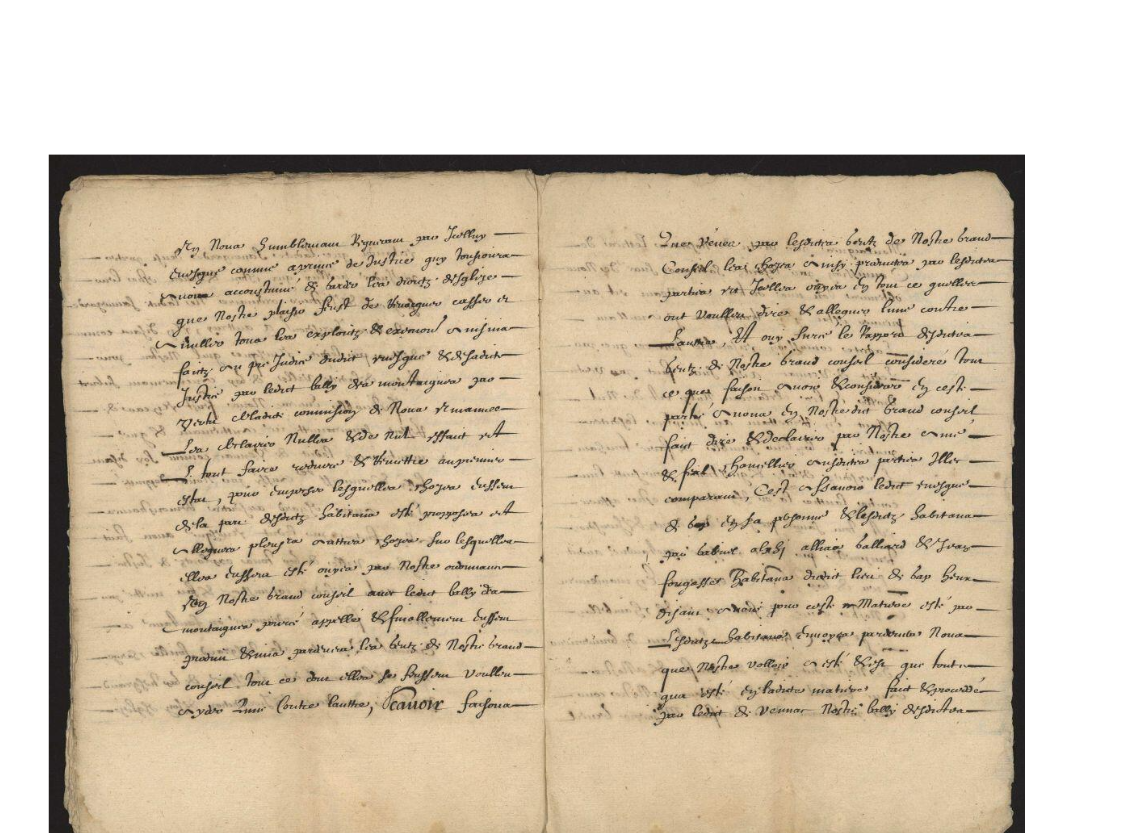
Arrêt du Grand Conseil en faveur des habitants de Gap, représentés par Gabriel Olphi alias Galliard et Jean Fougasse, rendu le 1 décembre 1463 à Abbeville.

Le 1er février 1463, Aimon Alleman, lieutenant du gouverneur du Dauphiné et Jean du Plessis, lieutenant du sénéchal de Provence, rendent une sentence arbitrale, issue d'une médiation entre les consuls et l'évêque de Gap, condamnant notamment les habitants de Gap, partisans du Dauphin et prétendus coupables de révolte contre leur seigneur, partisan du comte de Provence, à payer une indemnité de 12.000 florins. Les habitants les plus compromis, et notamment Jean, seigneur de Montorcier, Jean d'Abon ou encore Jean Fougasse seront poursuivis par les officiers de l'évêque.
Le 16 février 1463, une assemblée d'habitants donne pouvoir à 31 personnages de Gap, d'Avignon ou de Grenoble pour poursuivre auprès des rois de France et de Sicile et des cours de Rome et d'Avignon, l'annulation de la sentence prononcée contre eux. Le 1er mai 1463, une assemblée générale,  élit de nouveaux consuls, qui sont : noble Jean d'Abon, noble Jean Fougasse, François Chaillol, Gabriel Olphi, notaires, et Pierre Régis, marchand. La même assemblée confie la charge d'assesseur à noble Jean de Montorcier, chevalier, docteur en lois.

Le 1er décembre 1463 à Abbeville, en présence de Gabriel Olphi allias Galliard et Jean Fougasse, représentants les habitants de Gap, le roi Louis XI révoque et annule, par arrêt de son Grand Conseil, plusieurs arrêtés pris par Guillaume de Vennac, bailli du Dauphiné, condamnant les habitants de Gap à verser la somme de 12.000 florins à l'évêque et seigneur temporel, Gaucher de Forcalquier : 

« C'est assavoir : led. évesque de Gap en sa personne, et lesd. habitants, par Gabriel Olphi allias Galliard, et Jean Fougasse, habitants dud. lieu de Gap, heux disant avoir pour ceste matière esté par lesd. habitants envoyés par devers nous »

Paul Guillaume, archiviste des Hautes-Alpes, écrit à son sujet : « Gabriel Olphi dit Galhard est célèbre, dans l'histoire de cette ville, pour en avoir vaillamment défendu les intérêts : en 1463, il se rendit à Abbeville, auprès de Louis XI, pour lui exposer les besoins de la cité, et il rapporta à Gap un précieux diplôme qui se conserve encore en original dans les archives municipales ».

### Consul de Gap
À la suite de ces événements, il est élu consul de Gap en 1463. Il est aussi élu conseiller de la ville le 13 mai 1478.